# 온가정
온가정(일본어: 遠賀町)은 일본 후쿠오카현 기타큐슈 지방에 있는 온가군의 정이다.

## 지리
후쿠오카현 북동부, 기타큐슈시의 서쪽에 위치한다(기타큐슈시와 접하지는 않는다). 정의 동단에는 온가강이 흐르고 있어 자연이 풍부한 토지이다. 온가가와역과 그보다 조금 북쪽인 국도 3호선 주변에 있는 유메타운 온가 주변을 중심으로 발전하고 있다.
기타큐슈시와 후쿠오카시의 거의 중간에 위치하기 때문에 기타큐슈·후쿠오카 양쪽 도시권에 모두 속한다. 다만 기타큐슈시와 조금 더 가깝기 때문에 기타큐슈 도시권의 10% 통근권에 속해 기타큐슈로의 통근 및 통학 인구가 우세하다. 그 때문에 기타큐슈시의 베드타운으로 발달하고 있다. 또한 후쿠오카 도시권의 5% 통근권에 속한다.

### 인접한 자치체
- 나카마시
- 온가군 오카가키정, 아시야정, 미즈마키정
- 구라테군 구라테정
- 무나카타시

## 역사
- 1929년 4월 1일 - 온가군 시마토촌, 아사기촌이 합병해 온가촌이 되었다.
- 1964년 4월 1일 - 온가촌이 정으로 승격해 온가정이 되었다.

## 교통

### 철도
- 규슈 여객철도 가고시마 본선

### 도로
- 국도 3호선
- 국도 495호선